# Die schönsten Weihnachts-Hits
Die schönsten Weihnachts-Hits ist eine Fernsehsendung des ZDF, die seit 2006 jährlich in der Adventszeit ausgestrahlt wird. Sie wurde bis 2024 von Carmen Nebel moderiert, im Jahr 2011 wurde sie krankheitsbedingt von Jörg Pilawa vertreten. Ab 2025 moderiert Giovanni Zarrella die Sendung.

## Inhalt
Inhalt der Sendung sind Auftritte von Stars der Pop- und Schlagermusik, die nationale und internationale Weihnachtslieder präsentieren. Außerdem wird um Spenden für die Hilfsorganisationen Misereor und Brot für die Welt geworben. Anrufe von Spendern werden von Prominenten im Fernsehstudio persönlich entgegengenommen. Im Jahr 2015 betrug das Spendenaufkommen 2,3 Millionen Euro, im Jahr 2021 2,5 Millionen Euro.

## Gäste
Folgende Künstler waren unter anderem in der Sendung zu Gast: Helene Fischer, Nena, Rolando Villazón, Jonas Kaufmann, Andrea Berg, Ella Endlich, Beatrice Egli, Roland Kaiser, Andreas Gabalier, David Garrett, Tom Gaebel, Deborah Sasson, Paul Carrack, Johnny Logan, Kim Wilde, Rick Astley, Naturally 7, The Overtones, Lucky Kids